# Last Chance Canyon
Der Last Chance Canyon ist ein Canyon in den El Paso Mountains in der Nähe von Johannesburg, im Kern County, Kalifornien. Der Canyon verläuft von Saltdale im Süden bis zum Black Mountain im Norden; ein Teil davon liegt im Red Rock Canyon State Park. Der Canyon beherbergt eine Vielzahl archäologischer Stätten, darunter Petroglyphen, Dörfer, Felsunterstände, Mühlen und Steinbrüche. Historische Stätten wie Goldgräberlager (Bickel Camp) befinden sich ebenfalls im Canyon.